# 25432 Josepherli
25432 Josepherli (tên chỉ định: 1999 VG225) là một tiểu hành tinh vành đai chính. Nó được phát hiện bởi dự án Nghiên cứu tiểu hành tinh gần Trái Đất Lincoln ở Socorro, New Mexico, ngày 5 tháng 11 năm 1999. Nó được đặt theo tên Josepher Li, a finalist ở Cuộc thi tìm kiếm Tài năng Khoa học trẻ Intel năm 2009.